# Morgan (game thủ)
Đây là một tên người Triều Tiên, họ là Park.
Park Ru-han (tiếng Hàn Quốc: 박루한; sinh ngày 26 tháng 9 năm 2001), hay Morgan (tiếng Hàn Quốc: 모건), là một tuyển thủ Liên Minh Huyền Thoại chuyên nghiệp hiện đang thi đấu ở vị trí đường trên cho đội tuyển OKSavingsBank BRION.

## Tiểu sử
Park Gi-tae (tiếng Hàn Quốc: 박기태, là tên trước đây của Morgan) sinh ngày 26 tháng 9 năm 2001 tại Hàn Quốc. Anh bắt đầu sự nghiệp thi đấu Liên Minh Huyền Thoại với đội trẻ Joy Dream của JD Gaming vào ngày 26 tháng 2 năm 2019.
Khoảng tháng 12 năm 2022, anh chính thức đổi tên thành Park Ru-han.
Trong thời gian thi đấu, anh được các khán giả đặt cho biệt danh là "Ngài", hay "Lord". Ban đầu biệt danh này có ý chế giễu, nhưng theo thời gian tài năng của anh dần được công nhận và biệt danh này lại trở thành lời tán dương. Anh cũng nổi tiếng với vị tướng Renekton khi là một người chơi thể hiện rất tốt với con bài này.
Morgan từng sang Việt Nam theo lời mời của Tổng cục du lịch Hàn Quốc. Anh đại diện cho gian hàng của Hàn Quốc tại hội chợ ITE HCMC 2023 và đã thu hút sự quan tâm của nhiều người hâm mộ Việt Nam.

## Sự nghiệp câu lạc bộ
Ngày 26 tháng 2 năm 2019, Morgan gia nhập đội trẻ Joy Dream của JD Gaming và đã có trận ra mắt trước đối thủ là Lingan E-sports vào hai ngày sau đó. Anh từng có thời điểm được đôn lên đội chính để tham dự NEST 2019 cũng như LPL Mùa hè 2019.
Ngày 16 tháng 12 năm 2019, Morgan chuyển sang thi đấu cho Team WE. Tuy nhiên, anh lại không đạt được thành công ở đội tuyển này.
Ngày 23 tháng 11 năm 2020, anh về lại Hàn Quốc để gia nhập Hanwha Life Esports. Morgan đã giành được tấm vé tham dự Chung kết thế giới năm ấy sau khi đánh bại Nongshim 3-0 ở vòng loại khu vực. Anh đã gặp lại đối thủ ở LCK là T1 và phải ra về sau thất bại 3 ván không gỡ ở tứ kết.
Ngày 1 tháng 12 năm 2021, anh gia nhập Fredit BRION (hiện là OKSavingsBank BRION hay OK BRION). Tuy có thành tích không tốt với đội tuyển mới, anh lại thu hút được nhiều người hâm mộ khi trở thành đề tài bàn tán mỗi khi BRION thi đấu. 

## Sự nghiệp đội tuyển quốc gia
Trước khi thi đấu chuyên nghiệp, Morgan từng tham dự IeSF Esports World Championship 2018, một giải đấu thể thao điện tử quy mô toàn cầu do IESF tổ chức. Anh đại diện cho Hàn Quốc và đã giành được chức vô địch sau khi đánh bại Ma Cao 3-0 ở trận chung kết.

## Tổng quan sự nghiệp

### Sự nghiệp câu lạc bộ
| Năm  | Đội tuyển           | Giải đấu                | Thứ hạng |
| ---- | ------------------- | ----------------------- | -------- |
| 2019 | Joy Dream           | LDL Mùa xuân 2019       | 8        |
| 2019 | JD Gaming           | NEST 2019               | 5–8      |
| 2019 | JD Gaming           | LPL Mùa hè 2019         | 10       |
| 2019 | Joy Dream           | LDL Mùa hè 2019         | 8        |
| 2020 | Team WE             | LCK Mùa xuân 2020       | 5–6      |
| 2020 | Team WE             | LPL Mùa hè 2020         | 7–8      |
| 2020 | Hanwha Life Esports | KeSPA Cup 2020          | 3–4      |
| 2021 | Hanwha Life Esports | LCK Mùa xuân 2021       | 3        |
| 2021 | Hanwha Life Esports | LCK Mùa hè 2021         | 8        |
| 2021 | Hanwha Life Esports | Chung kết thế giới 2021 | 5–8      |
| 2022 | OK BRION            | LCK Mùa xuân 2022       | 6        |
| 2022 | OK BRION            | LCK Mùa hè 2022         | 9        |
| 2023 | OK BRION            | LCK Mùa xuân 2023       | 8        |
| 2023 | OK BRION            | LCK Mùa hè 2023         | 8        |

### Sự nghiệp đội tuyển quốc gia
| Năm  | Đội tuyển | Giải đấu                             | Thứ hạng |
| ---- | --------- | ------------------------------------ | -------- |
| 2018 | Hàn Quốc  | IeSF Esports World Championship 2018 | Vô địch  |

## Thành tích

### Cấp đội tuyển quốc gia
- Vô địch IESF World Esports Championship: 2018